# Cerautola crowleyi
Cerautola crowleyi е вид пеперуда от семейство Синевки (Lycaenidae). Видът не е застрашен от изчезване.

## Разпространение
Разпространен е в Ангола, Габон, Гана, Гвинея, Гвинея-Бисау, Демократична република Конго, Екваториална Гвинея, Замбия, Камерун, Кот д'Ивоар, Нигерия, Сиера Леоне, Танзания, Того, Уганда и Централноафриканска република.